# Blazing Thunder
Blazing Thunder is een videospel voor diverse platforms. Het spel werd uitgebracht in 1990. Het speelveld wordt van bovenaf getoond. 

## Platforms
| Jaar | Platform                               |
| ---- | -------------------------------------- |
| 1990 | Amstrad CPC, Commodore 64, ZX Spectrum |
| 1991 | Amiga, Atari ST                        |

## Ontvangst
| Beoordeeld door | Platform | Datum      | Score |
| --------------- | -------- | ---------- | ----- |
| Amiga Joker     | Amiga    | april 1991 | 81%   |
| Amiga Power     | Amiga    | mei 1991   | 75%   |